# 大王庙 (阳曲)
阳曲大王庙，位于山西省太原市阳曲县东黄水镇范庄村，是中华人民共和国全国重点文物保护单位之一。
1986年8月18日，公布为山西省文物保护单位，2013年5月公布为全国重点文物保护单位，是一座古建筑及历史纪念建筑物。